# Wiener Platz (Köln)

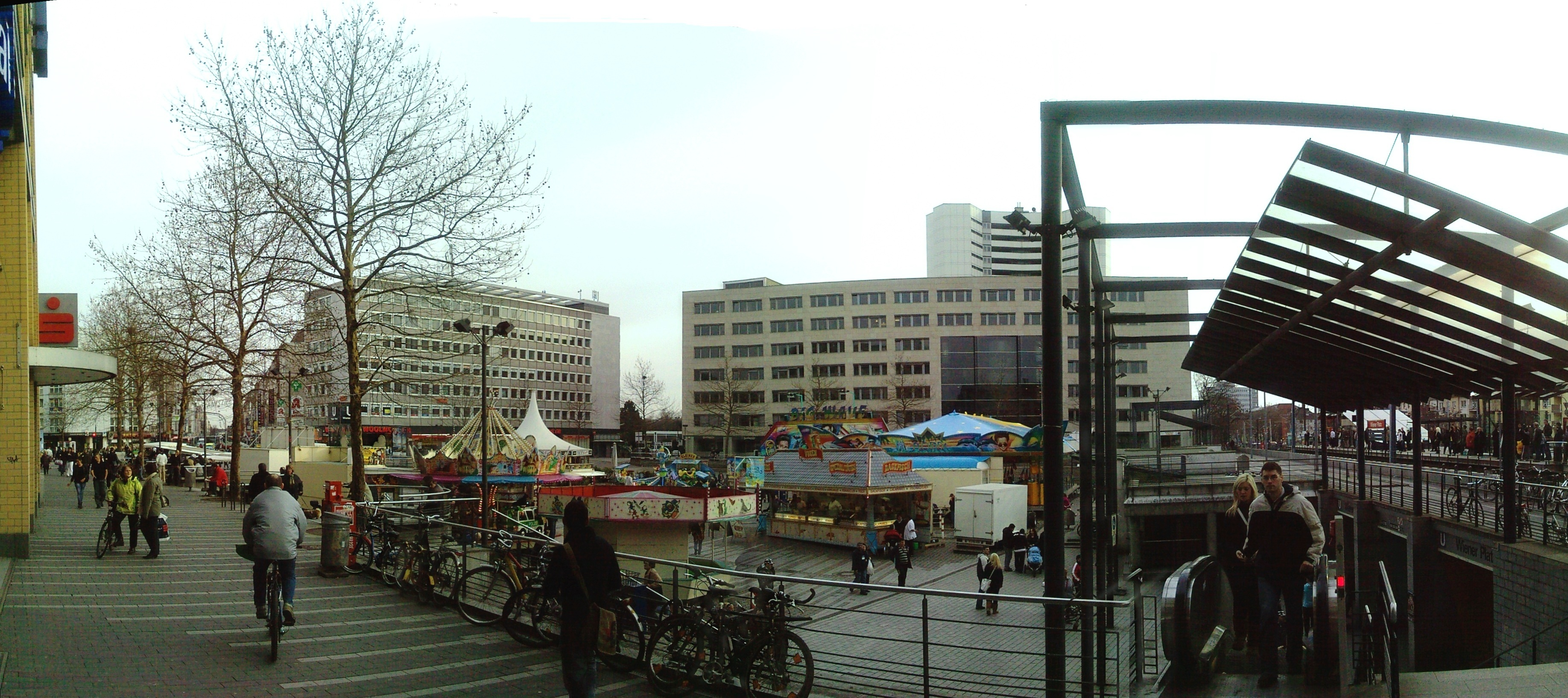
Wiener Platz

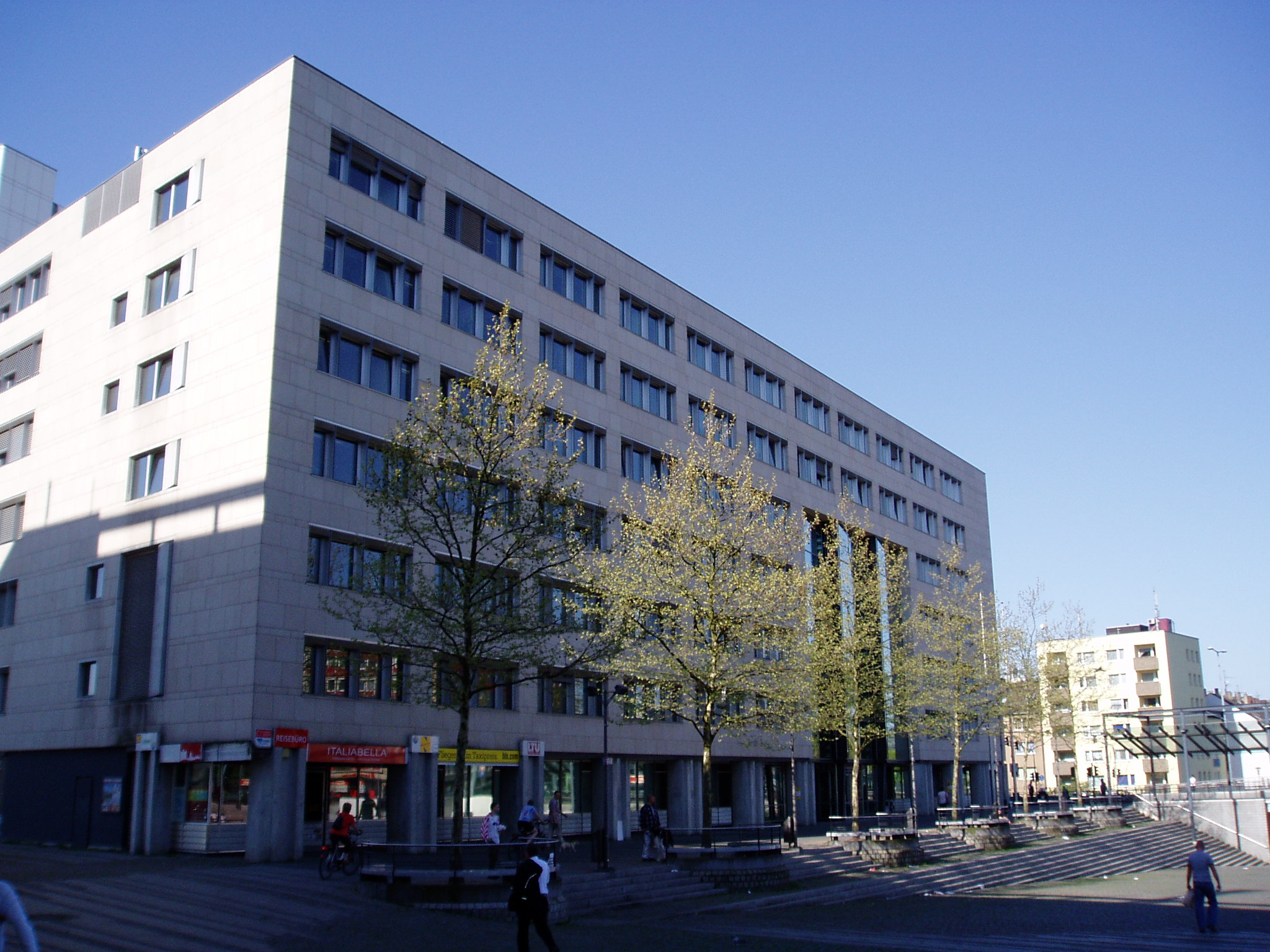
Bezirksrathaus Mülheim am Wiener Platz

Der Wiener Platz ist ein Platz im rechtsrheinischen Kölner Stadtteil Mülheim. Er ist der zentrale Platz sowohl im Stadtteil als auch im Stadtbezirk Köln-Mülheim und ein wichtiger Verkehrsknotenpunkt. Hier befindet sich unter anderem das Mülheimer Bezirksrathaus.
Der Platz liegt am Ausgangspunkt der Frankfurter Straße, die, zusammen mit dem auf der anderen Seite des Platzes endenden Clevischen Ring, Teil der Bundesstraße 8 ist. Die hier ebenfalls verlaufende Bundesstraße 51 führt von der in unmittelbarer Nähe gelegenen Mülheimer Rheinbrücke über den Clevischen Ring, wo sie wenige hundert Meter weiter nördlich in die Berliner Straße abbiegt. Die Bergisch Gladbacher Straße, zugleich Bundesstraße 506, beginnt ebenfalls am Wiener Platz.
Bis 1938 hieß der Platz noch „Oscarplatz“. Er wurde nach dem Anschluss Österreichs an das Deutsche Reich in „Wiener Platz“ umgetauft. Außerdem soll der Name an den Wiener Kongress in den Jahren 1814/15 erinnern, in dem die Grenzen Europas nach Napoleons Niederlage neu festgelegt wurden.
Ende der 1990er Jahre wurde der bis dahin von der B 8 durchquerte Platz umgestaltet; die Straßen umgehen seitdem den Platz, der zu einer Fußgängerzone wurde. 1998 wurde gegenüber dem Rathaus eine kleine Einkaufspassage errichtet. Dienstags, donnerstags und samstags ist Wochenmarkt auf dem Wiener Platz. In der Vorweihnachtszeit findet hier der Mülheimer Weihnachtsmarkt statt.
Seit Anfang Dezember 2019 wird der Platz mit 5 Kameras überwacht. Die Aufnahmen werden 2 Wochen gespeichert. Seit Juni 2024 ist der Wiener Platz eine Waffenverbotszone. Das Mitführen von Schusswaffen, Stichwaffen, Messern mit einer Klinge länger als 4 cm, Reizstoffsprühgeräten, Elektroschockgeräten und Armbrüsten ist seitdem auf dem gesamten Platz verboten. Damit ist der Wiener Platz die dritte Waffenverbotszone in Köln.

## Verkehrsanbindung

Mülheim mit den Bahnlinien 1899

Die Kölner Stadtbahn hat am Wiener Platz einen wichtigen Umstiegsknoten. Die oberirdische Haltestelle zwischen dem Platz und dem Clevischen Ring wird von der Linie 4 angefahren; die 1997 errichtete, sehr flach angelegte unterirdische Station, die direkt unter dem Wiener Platz liegt, ist Haltepunkt der Linien 13 und 18, die wenige Meter westlich der Station über eine Rampe auf die Mülheimer Brücke hinauf fahren.
An zwei Bussteigen auf der östlichen Platzseite in der Genovevastraße halten die lokalen Linien 151, 152, 153, 159 und 171 sowie an zwei weiteren Bussteigen auf der westlichen Platzseite im Bergischen Ring die städtischen Buslinien 150, 155 und 156 und die überregionalen Linien SB 25 (Köln Hbf. – Solingen über Leverkusen), 260 (Köln Hbf. – Remscheid über Wermelskirchen) und 434 (Köln-Mülheim – Bergisch Gladbach über Odenthal), außerdem die Nachtbuslinie N26 (Köln Hbf. – Wermelskirchen). Ein Taxistand befindet sich an der Ostseite des Wiener Platzes in der Eulenbergstraße. Parkhäuser gibt es unmittelbar nördlich des Platzes in der Genovevastraße (oberirdisch) und südlich des Platzes in der Jan-Wellem-Straße (unterirdisch). Eine Route des überregionalen Radverkehrsnetzes NRW führt über den Wiener Platz.
Bis 1909 lagen nahe dem Wiener Platz, in der Buchheimer Straße, die Bahnhöfe der Köln-Mindener Eisenbahn-Gesellschaft (CME, Bahnstrecke Köln–Duisburg, eröffnet 1845) und der Bergisch-Märkischen Eisenbahngesellschaft (BME, 1868 eröffnete Strecken nach Elberfeld und Bergisch Gladbach – Lindlar). Nach der Verstaatlichung der Bahngesellschaften wurde 1903 mit dem Bau eines gemeinsamen Bahnhofs an der heutigen Stelle an der Frankfurter Straße begonnen, der 1909 in Betrieb ging. Die alten Bahnhofsgebäude in der Buchheimer Straße wurden abgerissen.